# Pładowaja
Pładowaja (biał. Пладовая; ros. Плодовая, Płodowaja) – wieś na Białorusi, w obwodzie grodzieńskim, w rejonie mostowskim, w sielsowiecie Dubno, nad starorzeczem Niemna i przy skrzyżowaniu dróg republikańskich nr 41 i 44.
Znajduje się tu cerkiew prawosławna pw. Narodzenia Matki Bożej (siedzibą parafii jest sąsiednia wieś Czerlona).

## Historia
Dawniej był to folwark i majątek ziemski Czerlona. W dwudziestoleciu międzywojennym leżał on w Polsce, w województwie białostockim, w powiecie grodzieńskim, w gminie Skidel. Po II wojnie światowej został przekształcony w sowchoz, a w 1969 roku w wieś o nazwie Pładowaja.